# Pediobius micans
Pediobius micans är en stekelart som först beskrevs av Girault 1913.  Pediobius micans ingår i släktet Pediobius och familjen finglanssteklar. Inga underarter finns listade i Catalogue of Life.